# Dictionnaire général basque

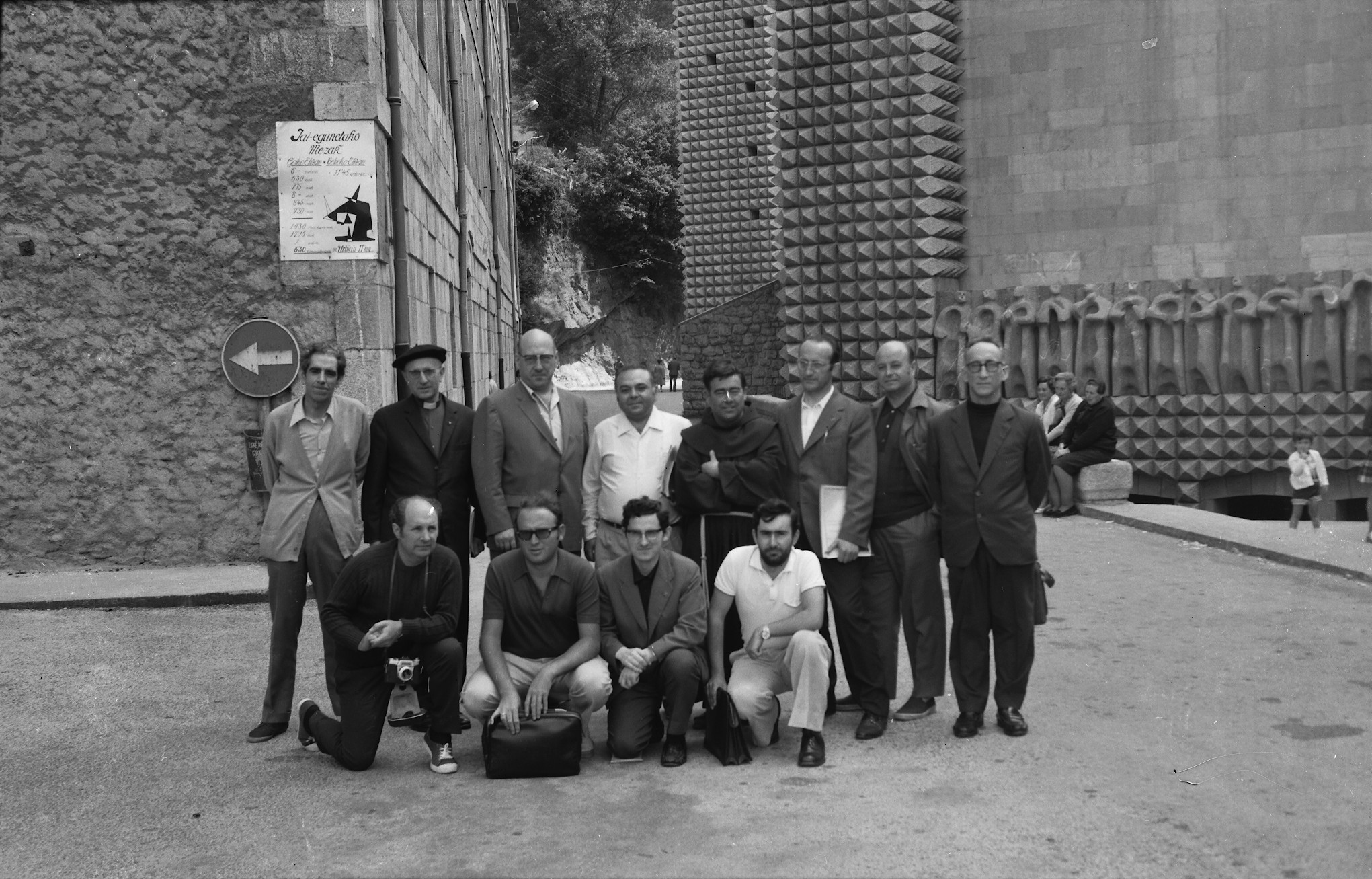
Euskaltzainak réunis au sanctuaire d'Arantzazu en 1972.
Haut de gauche à droite : Koldo Mitxelena, Iratzeder, Jean Haritschelhar, Alfontso Irigoien, Luis Villasante, Jose Mari Satrustegi, Patxi Altuna et Imanol Berriatua. Bas: Juan San Martin, Jose Luis Lizundia, Joseba Intxausti et Xabier Kintana.

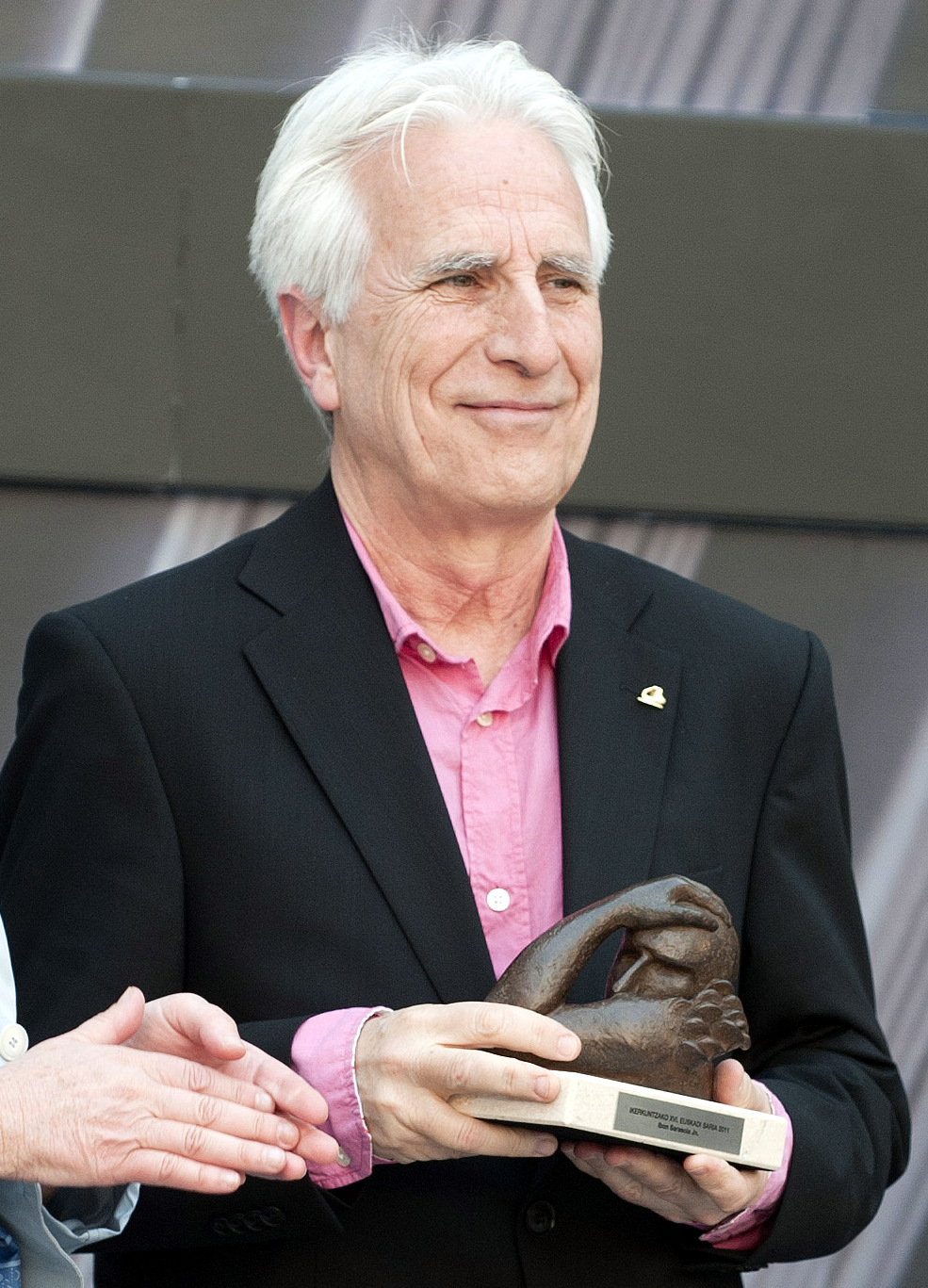
Ibon Sarasola.

Le Dictionnaire général basque ou Orotariko Euskal Hiztegia, s'appuie sur plus de 310 œuvres littéraires, comprend en tout 5 800 000 mots de texte basque, 125 987 entrées et 14 028 pages, rassemblées et publiées en 16 tomes. 
Il est publié en 2005 par l'Académie de la langue basque. L'OEH n'est donc pas un dictionnaire normatif mais descriptif, un dictionnaire du basque littéraire qui est établi à partir d'un dépouillement systématique des textes basques publiés depuis les « Glosas Emilianenses » (Xe siècle) jusqu'en 1970. Grâce à l'informatique, toutes les données ont été réunies en un corpus géant.
Chacun de termes ou entrées de l'OEH offre une définition (en castillan ou en français ou dans les deux langues), un résumé de l'information lexicographique antérieure et des exemples d'utilisation recueillis dans la tradition littéraire.
Les travaux préparatoires du dictionnaire furent entamés dans les années 1970 par l'académicien Koldo Mitxelena, avec la collaboration d'Ibon Sarasola. Au moment où l'Académie de la langue basque envisageait la réédition du dictionnaire, déjà épuisé, de Resurreccion Maria Azkue, elle décida d'entreprendre l'élaboration de l'OEH. 
Elle confia à Koldo Mitxelena la préparation de la réédition du dictionnaire, mais ce dernier, voyant la somme de matériel existant, suggéra la réalisation d'un projet plus ambitieux. En 1979, Mitxelena fit appel à Ibon Sarasola, son élève d'autrefois, afin de l'aider à organiser tout le matériel disponible. Pour le financement de ce projet, plusieurs partenaires furent nécessaires dont l'aide du Gouvernement basque et des Députations d'Alava, de Biscaye et du Guipuscoa.